# Jean-Yves Glémée
Jean-Yves Glémée, né le 15 octobre 1949 à Rennes (Ille-et-Vilaine), est un aviateur français, fondateur et président de l’association « Les Chevaliers du Ciel », organisateur de l'opération « Rêves de gosse », un tour de France aérien au profit des enfants en situation de handicap ou défavorisés.